# Mednogorsk
Mednogorsk - Медногорск (rus) - és una ciutat de l'óblast d'Orenburg, a Rússia. El 2021 tenia 24.321 habitants. Es troba a la vora del riu Bliava, a 19 km al sud-est de Kuvandik, a 177 km al sud-est d'Orenburg i a 1.400 km de Moscou. Fou fundada el 1933 en el marc de l'explotació dels jaciments de coure de Bliàvinsk i de les fàbriques metal·lúrgiques per al tractament de minerals.